# 查理斯·皮亞吉·史密斯
查理斯·皮亞吉·史密斯（Charles Piazzi Smyth）是一位英國天文學家，1846年至1888年擔任蘇格蘭皇家天文學家；他因在天文學領域的多項創新而聞名，並與妻子傑西卡·鄧肯·皮亞齊·史密斯（Jessica Duncan Piazzi Smyth）一起對吉薩金字塔進行了金字塔學和計量學研究。

## 生平
查爾斯·皮亞齊·史密斯出生於兩西西里王國那不勒斯，父親是威廉·亨利·史密斯上校（後為海軍上將），母親是伊麗莎·安妮·“安娜雷拉”·沃靈頓。他以教父的名字為皮亞齊命名，教父是義大利天文學家朱塞佩·皮亞齊，他的父親在地中海巴勒莫服役時結識了朱塞佩·皮亞齊。他的父親隨後定居在貝德福德並在那裡建立了一座天文台，皮亞齊·史密斯接受了他第一堂天文學課程。他在貝德福德學校接受教育，直到十六歲，成為好望角托馬斯·麥克萊爾爵士的助手。在那裡他觀測了哈雷彗星和1843年大彗星，並積極參與尼古拉-路易·德·拉卡伊的子午線弧的驗證。
1846年，他被任命為蘇格蘭皇家天文學家，駐紮在愛丁堡的愛丁堡市天文台，同時擔任愛丁堡大學天文學教授。他上任後不久，天文台就被置於英國財政部的控制之下，並長期面臨資金不足的困境。正因為如此，他在天文學領域的大部分著名工作都是在其他地方完成的。他完成了前任托馬斯·詹姆斯·亨德森（Thomas James Henderson）所作觀察的簡化，並延續了一系列觀察。1853年，史密斯負責在愛丁堡納爾遜紀念碑頂部安裝報時球，為愛丁堡利斯港的船隻發出報時信號。1861年，愛丁堡城堡的鐘鳴炮增強了這個視覺訊號。

## 外部連結
- "Charles Piazzi Smythe" at History of Astronomy in South Africa
- 开放图书馆中查理斯·皮亞吉·史密斯的著作
- Pyramidology – A Case of Science, Pseudo-science and Religion
- Charles Piazzi Smyth, Our Inheritance in the Great Pyramid (1877) Plate Index
- C. Piazzi Smyth, Charles Taze Russell and the Great Pyramid of Gizeh